# Ligatur (Chirurgie)
Unter einer Ligatur (von lateinisch ligatura ‚Band‘, ‚Verband‘, ‚Bündel‘) oder Unterbindung versteht man in der Chirurgie das Verschließen eines Hohlorganes, zum Beispiel eines Blutgefäßes, durch Abbinden mit einem Faden. In besonderen Situationen wird bei einer Ligatur das Gewebe zusätzlich mit der Nadel durchstochen, um ein Abrutschen zu verhindern (scharfe Ligatur). Gelegentlich werden Gewebezapfen mit mehreren Blutgefäßen mit einer Ligatur abgebunden (Massenligatur).
Geprägt wurde der Begriff Ligatur von dem französischen Chirurgen Ambroise Paré, der als Vorreiter der modernen Gefäßchirurgie gilt. Obwohl die Methode bereits zwei Jahrhunderte zuvor beschrieben, sogar im 2. Jahrhundert n. Chr. bei Galenos genannt worden ist und auch im Arzneibuch des Würzburger Wundarztes Ortolf von Baierland um 1280 empfohlen worden war, ist es Parés Verdienst, sie Mitte des 16. Jahrhunderts wieder als bevorzugte Methode bei Gefäßverletzungen eingeführt zu haben. Diese Methode wurde benutzt, um nach der Amputation einer oder mehrerer Extremitäten Gefäße zu verschließen und damit das Verbluten der Patienten zu verhindern. William Bromfield (oder Bromfeild), der in der zweiten Hälfte des 18. Jahrhunderts in London erfolgreich Exartikulationen des Oberarmknochens durchführte und gegen nicht notwendige Amputationen ebenso wie gegen den Missbrauch des Aderlasses vorging, war ein Pionier der isolierten Arterienligatur, für die er auch einen speziellen krummen und spitzen Haken entwickelte. Der „Bromfield’sche Haken“ wurde auch von dem bedeutenden Chirurgen August Gottlieb Richter empfohlen und fand weithin Verbreitung bei der sorgfältigen Unterbindung kleiner Arterien. (Bei den großen wurde eine Arterienzange, etwa nach Chopart, verwendet.)
Spezialformen der Ligatur werden zum Beispiel zur Behandlung von Hämorrhoiden-Beschwerden (Gummibandligatur) oder als Notfallmaßnahme bei lebensgefährlichen Blutungen von Ösophagusvarizen (wie die von Karl Vossschulte angewandte Dissektionsligatur) eingesetzt. Eine andere Anwendung ist das Abbinden von nicht mehr benötigten Gefäßen nach Kreislaufmodifikationen wie beispielsweise der Glenn-Anastomose.
Der Vorteil der Ligatur gegenüber dem Elektrokauter liegt in der Zuverlässigkeit, dass das Gefäß sicher mechanisch verschlossen wird. Mit dem Kauter koagulierte/kauterisierte Gefäße können dagegen durch den Brandschaden in der Nachbarzone undicht werden und wieder zu bluten beginnen.
Alternativ kann ein Hohlorgan mit einem Gefäßclip verschlossen werden.